# Верба вовчеликова
Верба вовчеликова, верба вовчеягідна (Salix daphnoides) — вид квіткових рослин із родини вербових (Salicaceae).

## Морфологічна характеристика

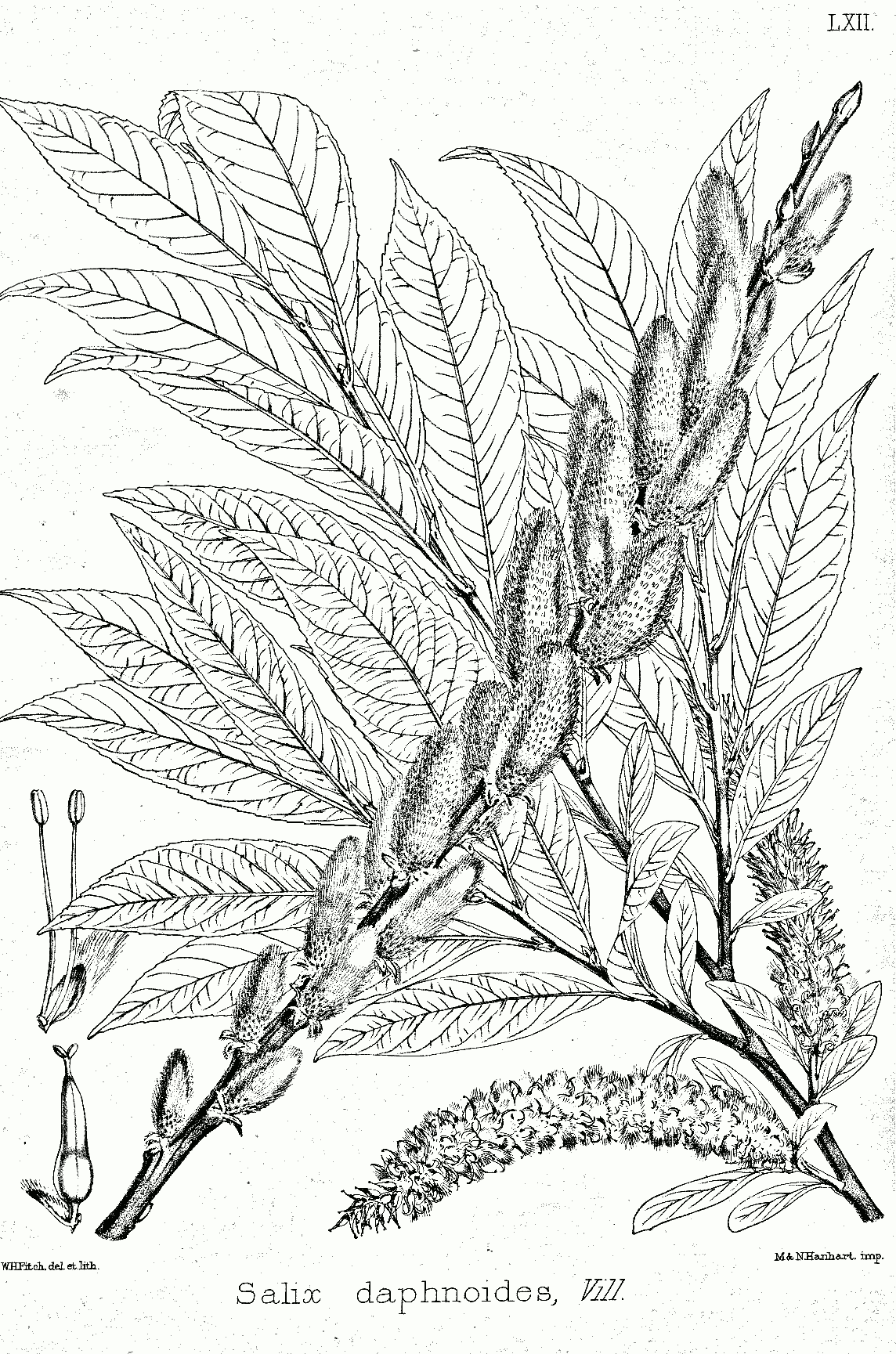
ілюстрація

Це листопадний кущ чи дерево до 15 метрів заввишки; стовбур може бути 20 см в діаметрі. Гілки червоно-коричневі, сильно сизі (з віком втрачають сизуватість, але залишаються такими у вузлах), голі; гілочки жовто-бурі, (не сизі, за винятком віку), зазвичай голі, іноді рідко чи помірно густо-запушені. Листки на 5–18 мм ніжках; найбільша листкова пластина довгаста, ременеподібна, вузько-еліптична чи еліптична, 50–96(120) × 1–35(40) мм; краї злегка закручені, зубчасті чи городчасті; верхівка загострена; абаксіальна поверхня (низ) сірувата, гола чи серединна жилка рідко-повстяна; адаксіальна — злегка блискуча(середня жилка розріджено-повстяна або на всьому протязі); молоде листя зелене, рідко чи помірно щільне, довго-шовковисте абаксіально, волоски білі, іноді залозисті. Сережки квітнуть перед або безпосередньо перед появою листя; тичинкові 30–47 × 9–20 мм; маточкові (густо квіткові) 20–50 мм. Коробочка 3.2–4.4 мм. 2n = 38.

## Середовище проживання
Європа (Австрія, Литва, Латвія, Естонія, Чехія, Словаччина, пд.-сх. Франція, Німеччина, пн. Італія, Росія, пд. Норвегія, Польща, Румунія, пн. Іспанія, пд. Швеція, Швейцарія, Україна, Словенія, пн.-зх. Хорватія); натуралізований у Великій Британії, інтродукований до США, Канади, Данії. Зустрічається лише вздовж гірських берегів річок і річкових чагарників у європейських альпійських районах на піщаних, галькових і кам’янистих наносах, часто разом із Salix elaeagnos і Myricaria germanica. Він може спускатися з гір на низовини вздовж великих річок, таких як Рейн або Вісла, а також його можна знайти на пухкому дюнному піску; 100–2000 метрів. 
В Україні вид росте на берегах гірських річок — у Карпатах, дуже рідко (поки що точно відома лише в районі Коломиї).

## Використання
Рослина збирається з дикої природи для місцевого використання як їжа, ліки та джерело матеріалів. Його культивують заради його кори, яка є багатим джерелом фармацевтичного «саліцину», а також часто вирощують як декоративну рослину, яка особливо цінується за привабливу пурпурно-фіолетову кору взимку та як джерело свіжих кетягів на Великдень.